# Chante France
Chante France è un'emittente radiofonica FM privata francese, che trasmette esclusivamente musica francese.

## Storia
La radio è stata fondata a Parigi da Filipacchi Médias, Pierre Bellanger, già amministratore delegato di Skyrock, e da Stéphane Collaro e Eddy Barclay, precedentemente editori di Bizz FM, sulle cui frequenze Chante France ha iniziato le sue trasmissioni il primo gennaio 1994. Seguendo il modello di successo di Radio Italia, fin dall'inizio ha avuto come punto fermo una programmazione di musica al 100% francese, che non fosse tuttavia focalizzata su un determinato gruppo demografico.
Nel 2010 la radio è stata rilevata dal Groupe HPI, azienda già presente nel settore radiofonico con l'emittente  Évasion. Nel 2013 l'emittente ha lanciato 5 web radio.